# الطفل بيلي (رواية)
الطفل بيلي هي رواية أطفال ألفها الكاتب الإنجليزي مايكل موربورغو ، نشرت في في عام 2000.

## ملخص القصة
تشيلسي بنسيون البالغ من العمر 80 عامًا ، ينظر إلى حياته سابقا , كصبي محب لكرة القدم حيث تم دعوته ليلعب في نادي تشيلسي لكرة القدم . براعته أكسبته لقب "الطفل بيلي". بعد ذلك انقطعت حياته في كرة القدم بسبب الحرب العالمية الثانية و من ثم لحق بيلي بالجيش. عندما رجع إلى بيته كان وهو جريح ، اكتشف أن منزله قد هدم ومات كل أفراد أسرته.
بيلي أصبح متشردًا ولكنه لاحقًا صادقته عائلة , كان لديهم ابن اسمه سام فعمل بيلي جاهدا في أن يشجع سام على لعب كرة القدم. فنشأ سام ليلعب مع تشيلسي كما فعل بيلي في السابق.

## معلومات النشر
كتب الأطفال HarperCollins ، أعيد إصدارها عام 2009.(ردمك 978-0-00-710547-2) .